# Тихомиров, Виктор Васильевич (физик)
Ви́ктор Васи́льевич Тихоми́ров (род. 28 апреля 1958, Минск) — советский и белорусский физик. Специалист в области взаимодействия излучения с кристаллами.

## Биография
Родился 28 апреля 1958 года в Минске. В 1980 году окончил кафедру теоретической физики физического факультета БГУ. С 1980 года работает в БГУ, одновременно учился в аспирантуре БГУ. В 1984 году окончил аспирантуру и защитил диссертацию на соискание учёной степени кандидата физико-математических наук на тему «Поляризационные явления, возникающие при прохождении ультрарелятивистских электронов, позитронов и ү-квантов через монокристаллы» по специальности 01.04.02 (теоретическая физика). С 1984 года работал на кафедре ядерной физики и в лаборатории ядерной оптики при этой кафедре. В 1984 г. стал лауреатом премии Ленинского комсомола БССР (совместно с И. Я. Дубовской). С 1986 года работает в НИИ ядерных проблем при БГУ. С 1995 года работает в БГУ по совместительству. В 1993 году защитил диссертацию на соискание учёной степени доктора физико-математических наук по теме «Процессы излучения, образования пар и поляризационные явления в кристаллах при высоких энергиях» по специальности 01.04.02 (теоретическая физика). C 1993 года работает заведующим лабораторией ядерной оптики и космомикрофизики. С 2001 года во главе небольшого научного коллектива с несколькими молодыми сотрудниками занимался проблемой малых чёрных дыр, эффективных методов их поиска. Стал лауреатом Государственной премии Республики Беларусь в области науки и техники за 2002 год (2003). Научные работы в области квантовой электродинамики, астрофизики, физики элементарных частиц. Опубликовал более сотни научных трудов. Подготовил троих кандидатов наук. Член Белорусского физического общества.